# Église Saint-Nicolas de Bonne
L'église Saint-Nicolas est une église catholique située sur le territoire de la commune de Bonne dans le département français de la Haute-Savoie et la région Auvergne-Rhône-Alpes.

## Historique
La première église, dédiée à saint Pierre, est construite en dehors du bourg, au bas de la colline. La ville neuve sera construite sur l'élévation au XIIIe siècle par le sieur de Faucigny, Aymon II. Avec la construction de la nouvelle église saint Nicolas, le bâtiment ne sert plus qu'aux sépultures. Au XVIe siècle, l'édifice semble ruiné.
La seconde église est édifiée au XVe siècle, à l'emplacement de l'ancienne chapelle du château de Bonne (XIIe siècle), dans le hameau de Haute-Bonne,.
L'ensemble a gardé des éléments de l'architecture primitive dont le chœur datant de la première moitié du XIIIe siècle, avec des culs-de-lampe se trouvant sur les piliers. La nef aurait été restaurée et agrandie en 1581,.
Lors de la visite pastorale de 1768 de l'évêque de Genève, Mgr Jean-Pierre Biord ordonne la réfection des chapelles.
Des travaux de restauration de la nef ont lieu entre la fin du XIXe siècle et le début du XXe siècle.

## Protection
L'édifice possède une plaque commémorative en caractères gothiques de la fin du XVe siècle-début XVIe siècle.

## Sources et références
1. ↑  Henri Baud, Jean-Yves Mariotte, Alain Guerrier, Histoire des communes savoyardes : Le Faucigny, Roanne, Éditions Horvath, 1980, 619 p. (ISBN 2-7171-0159-4), p. 104.
2. 1 2 3 4 5 6 7  Henri Baud, Jean-Yves Mariotte, Alain Guerrier, Histoire des communes savoyardes : Le Faucigny, Roanne, Éditions Horvath, 1980, 619 p. (ISBN 2-7171-0159-4).
3. ↑  Paul Guichonnet, Nouvelle encyclopédie de la Haute-Savoie : Hier et aujourd'hui, Montmélian, La Fontaine de Siloé, 2007, 399 p. (ISBN 978-2-84206-374-0, lire en ligne), p. 92.
4. ↑  François Monmarché, Savoie, Montmélian, Librairie Hachette, « Guide bleu », 1970, 581 p. (ISBN 978-2-84206-374-0, lire en ligne), p. 157, indiqué dans Revue savoisienne (Volumes 64 à 66, p. 107) de l'Académie florimontane (1923).
5. ↑  Notice no PM74000114, sur la plateforme ouverte du patrimoine, base Palissy, ministère français de la Culture.